# Kabinett Menderes I
Das Kabinett Menderes I war die 19. Regierung der Türkei, die vom 22. Mai 1950 bis zum 9. März 1951 von Adnan Menderes geführt wurde.
Die Parlamentswahl am 14. Mai 1950 verlor die seit Gründung der Türkei regierende Cumhuriyet Halk Partisi. Wahlgewinner war die 1946 gegründete Demokrat Parti von Menderes. Nachdem Parteigründer Celâl Bayar am 22. Mai 1950 von der Nationalversammlung zum Staatspräsidenten gewählt wurde, ernannte er Menderes zum Ministerpräsidenten. Im folgenden Jahr löste Menderes seine Regierung auf, wurde von Staatspräsident Bayar aber erneut mit der Regierungsbildung beauftragt.

## Regierung
| Titel                                          | Name                                    | Partei | Amtszeit                                                            |
| ---------------------------------------------- | --------------------------------------- | ------ | ------------------------------------------------------------------- |
| Ministerpräsident                              | Adnan Menderes                          | DP     |                                                                     |
| Stellvertretender Ministerpräsident            | Samet Ağaoğlu                           | DP     |                                                                     |
| Staatsminister                                 | Fevzi Lütfi Karaosmanoğlu               | DP     |                                                                     |
| Justizminister                                 | Hilmi Özyörük                           | DP     |                                                                     |
| Verteidigungsminister                          | Refik Şevket İnce                       | DP     |                                                                     |
| Innenminister                                  | Rüknettin Nasuhioğlu                    | DP     |                                                                     |
| Außenminister                                  | Fuat Köprülü                            | DP     |                                                                     |
| Finanzminister                                 | Halil Ayan Hasan Polatkan               | DP     | 22. Mai 1950 – 14. Dezember 1950 14. Dezember 1950 – 9. März 1951   |
| Bildungsminister                               | Avni Başman Tevfik İleri                | DP     | 22. Mai 1950 – 3. August 1950 11. August 1950 – 9. März 1951        |
| Minister für öffentliche Arbeiten              | Fahri Belen Kemal Zeytinoğlu            | DP     | 22. Mai 1950 – 28. Oktober 1950 22. Dezember 1950 – 9. März 1951    |
| Minister für Gesundheit und soziale Sicherheit | Nihat Raşit Belger Ekrem Hayri Üstündağ | DP     | 22. Mai 1950 – 19. September 1950 19. September 1950 – 9. März 1951 |
| Minister für Zölle und Monopole                | Nuri Özsan                              | DP     |                                                                     |
| Verkehrsminister                               | Tevfik İleri Seyfi Kurtbek              | DP     | 22. Mai 1950 – 11. August 1950 11. August 1950 – 9. März 1951       |
| Minister für Wirtschaftsansiedlungen           | Muhlis Ete                              | DP     |                                                                     |
| Minister für Wirtschaft und Handel             | Hilmi Velibeşe                          | DP     |                                                                     |
| Landwirtschaftsminister                        | Nihat İyriboz                           | DP     |                                                                     |
| Arbeitsminister                                | Hasan Polatkan Hulusi Köymen            | DP     | 22. Mai 1950 – 22. Dezember 1950 22. Dezember 1950 – 9. März 1951   |